# Paulskirchenbewegung
Die Paulskirchenbewegung war eine im Zuge der sogenannten Ohne mich-Bewegung entstandene außerparlamentarische Bewegung, die sich in den 1950er Jahren kritisch zur Westintegration äußerte und sich gegen die Wiederbewaffnung der Bundesrepublik Deutschland aussprach.
In der durch die Revolution von 1848/1849 symbolträchtigen Frankfurter Paulskirche versammelten sich am 29. Januar 1955 etwa tausend Vertreter der SPD mit dem Vorsitzenden Erich Ollenhauer, des DGB und der gesamtdeutschen Volkspartei von Gustav Heinemann. Hinzu kamen Vertreter politisch orientierter evangelischer Christen und Intellektuelle. Es sprachen unter anderem Alfred Weber, Helmut Gollwitzer, Gustav Heinemann und Erich Ollenhauer. Sie schlossen vor dem Hintergrund der Pariser Verträge ein Bündnis gegen die Remilitarisierung in der Bundesrepublik. Im auf der Versammlung beschlossenen „Deutschen Manifest“ vom 29. Januar 1955 prangerte die Bewegung die Einbindung der beiden deutschen Staaten in gegnerische Bündnissysteme an und rief zum Widerstand gegen die Wiederbewaffnung und für die Aufnahme von Verhandlungen über eine deutsche Wiedervereinigung auf.
Auf regionaler Ebene kam es bis März 1955 zu einer Reihe von Aktionen mit der Beteiligung von hunderttausenden Menschen. In Form von Kundgebungen oder Schweigemärschen wurde gegen die Aufstellung von Streitkräften in der Bundesrepublik Deutschland  aber auch der DDR protestiert.  Allerdings war die Resonanz deutlich geringer als in früheren Kampagnen gegen die Militärpolitik Adenauers. 
Den von der Mehrheit des Bundestages beschlossenen Beitritt zur NATO konnte die Bewegung allerdings ebenso wenig aufhalten, wie eine Veränderung der Deutschlandpolitik herbeiführen. Für die SPD brachte die Beteiligung bei den folgenden Landtagswahlen kaum Zuwächse. Auf längere Sicht profitierte sie allerdings dadurch, dass das Vertrauen von Intellektuellen und politischen Minderheiten zur SPD wuchs. Nicht zuletzt als Folge der Paulskirchenbewegung stießen die GVP-Mitglieder Gustav Heinemann, Johannes Rau und Erhard Eppler zur SPD.